# Byewater Point
Der Byewater Point (vormals Kap Byewater) ist eine Landspitze an der Westküste von Snow Island im Archipel der Südlichen Shetlandinseln.
Der britische Seefahrer Henry Foster kartierte sie im Januar 1829 im Zuge der Forschungsfahrt mit der HMS Chanticleer (1827–1831). Er benannte sie ursprünglich als Kap Brewster nach dem schottischen Physiker David Brewster (1781–1868). Kurz darauf änderte Foster die Benennung aus unbekannten Gründen in Kap Byewater; der Namensgeber ist nicht überliert. Luftaufnahmen der Falkland Islands and Dependencies Aerial Survey Expedition (FIDASE, 1956–1957) offenbarten, dass es sich eher um eine Landspitze als ein Kap handelt. Das UK Antarctic Place-Names Committee passte Fosters Benennung am 31. August 1962 dementsprechend an.